# Kleinbecke
Die Kleinbecke ist ein Bach in Sprockhövel. Sie entspringt bei Am Schlagbaum. Sie speist dann einen künstlich aufgestauten Teich am Gasthaus Kleinbeck. Im Ortsteil Bossel mündet sie in den Sprockhöveler Bach. Sie beheimatet eine Reihe von Fischarten.